# Somethin' Else (canção)
"Somethin' Else" é uma canção do músico de rockabilly Eddie Cochran, co-escrita por sua namorada Sharon Sheeley e seu irmão mais velho Bob Cochran, e lançada em 1959. Foi regravada por uma ampla gama de artistas, incluindo os Sex Pistols, que alcançaram o terceiro lugar na parada de singles do Reino Unido em 1979.